# Liste der Gemarkungen in Heidelberg
Die Liste der Gemarkungen in Heidelberg umfasst die aktuellen Gemarkungen im baden-württembergischen Stadtkreis Heidelberg nach den Angaben des Landesamtes für Geoinformation und Landentwicklung. Die Stadtkreise Heidelberg und Mannheim sind die einzigen Stadtkreise in Baden-Württemberg, die jeweils nur eine Gemarkung aufweisen.
| Nr.    | Gemarkung  | AGS      | Gemeinde   | Fläche ha | Bevölkerung Zensus 2011-05-09 | WGS84                       |
| ------ | ---------- | -------- | ---------- | --------- | ----------------------------- | --------------------------- |
| 083320 | Heidelberg | 08221000 | Heidelberg | 10872,16  | 146811                        | 49° 24′ 20″ N, 8° 41′ 40″ O |